# Cappella del Preziosissimo Sangue
La cappella o chiesa del Preziosissimo Sangue di Nostro Signore Gesù Cristo al Gianicolo è un luogo sussidiario di culto della parrocchia di Santa Maria Regina Pacis a Monte Verde e si trova in via Francesco Domenico Guerrazzi a Roma.

## Storia
La cappella e l'annesso monastero furono fondati il 30 aprile 1925 dalle suore Adoratrici del Preziosissimo Sangue di Nostro Signore Gesù Cristo provenienti dalla casa madre della congregazione a Saint-Hyacinthe, in Canada.
Durante la seconda guerra mondiale ottanta ebrei trovarono rifugio all'interno della casa. Le religiose abbandonarono il complesso nel 1971.
Gli edifici passarono poi ai padri del Pontificio Istituto Missioni Estere, che ne fecero la loro casa generalizia e la sede del loro collegio intitolato a sant'Alberico Crescitelli.

## Descrizione
La chiesa è in stile neo-romanico.
La facciata a capanna della chiesa, delimitata da paraste angolari con capitelli corinzi, è in pietra grigia con archetti pensili e altri elementi decorativi bianchi: presenta un oculo tondo nell'alto e due lunghe finestre con arco a tutto sesto ai lati.
Una scalinata conduce all'ingresso, preceduto da un protiro costituito da due colonne corinzie che reggono un arco a tutto sesto con volta a botte e timpano triangolare.
Una nicchia al cento della facciata ospita la statua della Vergine Immacolata, in pietra bianca.